# Schizotricha southgeorgiae
Schizotricha southgeorgiae är en nässeldjursart som beskrevs av Peña-Cantero och Vervoort 2004. Schizotricha southgeorgiae ingår i släktet Schizotricha och familjen Halopterididae.
Artens utbredningsområde är Södra Ishavet. Inga underarter finns listade i Catalogue of Life.